# Dane pri Divači
Dane pri Divači este o localitate din comuna Divača, Slovenia, cu o populație de 66 de locuitori.